# Doljevac
Doljevac (en serbe cyrillique : Дољевац) est une localité et une municipalité de Serbie situées dans le district de Nišava. Au recensement de 2011, la localité comptait 1 657 habitants et la municipalité dont elle est le centre 18 441.
Doljevac est officiellement classé parmi les villages de Serbie.

## Géographie
La municipalité de Doljevac est entourée par celles Merošina et de Palilula (dans la ville de Niš) au nord, Gadžin Han à l'est, Leskovac au sud et Žitorađa à l'ouest.

## Localités de la municipalité de Doljevac

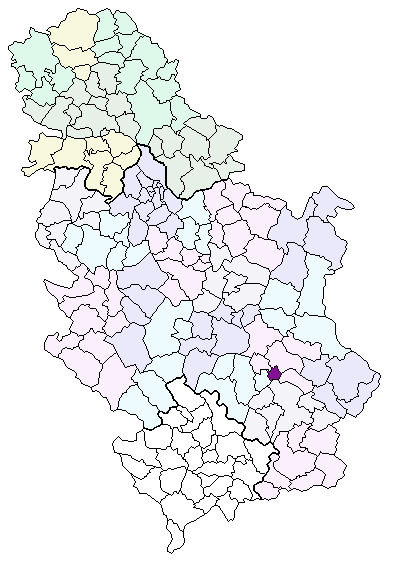
Localisation de la municipalité de Doljevac en Serbie

La municipalité de Doljevac compte 16 localités :
| - Belotinac - Doljevac - Klisura - Knežica - Kočane - Malošište - Mekiš - Orljane | - Perutina - Pukovac - Rusna - Ćurlina - Čapljinac - Čečina - Šajinovac - Šarlince |

Toutes les localités, y compris Doljevac, sont officiellement classées parmi les « villages » (село/selo) de Serbie.

## Démographie

### Localité

#### Évolution historique de la population dans la localité
| 1948 | 1953 | 1961 | 1971  | 1981  | 1991  | 2002  | 2011  |
| ---- | ---- | ---- | ----- | ----- | ----- | ----- | ----- |
| 416  | 435  | 274  | 1 130 | 1 378 | 1 536 | 1 625 | 1 657 |

### Municipalité

#### Évolution historique de la population dans la municipalité
| 1948   | 1953   | 1961   | 1971   | 1981   | 1991   | 2002   | 2011   |
| ------ | ------ | ------ | ------ | ------ | ------ | ------ | ------ |
| 17 641 | 18 825 | 19 860 | 20 228 | 20 663 | 20 662 | 19 561 | 18 441 |

## Politique
À la suite des élections locales serbes de 2008, les 36 sièges de l'assemblée municipale de Doljevac se répartissaient de la manière suivante :
| Parti                                                                         | Sièges |
| ----------------------------------------------------------------------------- | ------ |
| Nouvelle Serbie - Goran Ljubić Medjarac                                       | 21     |
| Parti démocratique                                                            | 5      |
| Parti radical serbe                                                           | 5      |
| Parti socialiste de Serbie - Parti des retraités unis de Serbie - Serbie unie | 3      |
| G17 Plus                                                                      | 2      |

Goran Ljubić, associé au parti Nouvelle Serbie, a été élu président (maire) de la municipalité.

## Coopération internationale
Doljevac a signé des accords de partenariat avec les villes suivantes :
- Sevlievo (Bulgarie)